# Skrzyczne
Skrzyczne hegycsúcs Lengyelország déli részén, a Sziléziai-Beszkidek legmagasabb csúcsa. Magassága 1257 méter a tengerszinttől mérve. A hegycsúcs egyike az úgy nevezett Lengyel Korona csúcsainak. A hegycsúcs egy két szakaszból álló felvonóval is elérhető.

## Fordítás
Ez a szócikk részben vagy egészben  a   Skrzyczne című angol Wikipédia-szócikk ezen változatának fordításán alapul.  Az eredeti cikk szerkesztőit annak laptörténete sorolja fel. Ez a jelzés csupán a megfogalmazás eredetét és a szerzői jogokat jelzi, nem szolgál a cikkben szereplő információk forrásmegjelöléseként.